# Ante meridiem
Ante meridiem o a. m. («antes del mediodía» en latín) es una locución adverbial. Hace alusión a las horas posteriores a la medianoche (00:00 horas) y anteriores al mediodía (12:00 horas).